# Coupe de la CAF 1999
Navigation
Édition précédente Édition suivante
La Coupe de la CAF 1999 est la huitième édition de la Coupe de la CAF. 
Elle voit le sacre du club d'ES Sahel de Tunisie qui bat les Marocains de Wydad AC en finale, c'est le deuxième succès pour le club et la troisième victoire consécutive pour un club tunisien. Une première dans l'histoire de la compétition avec un duel opposant deux clubs d'un même pays, avec en quarts de finale, l'élimination du tenant du titre, le CS sfaxien par l'ES Sahel.

## Premier tour
| Équipe 1             | Résultat | Équipe 2                   | Aller | Retour |
| -------------------- | -------- | -------------------------- | ----- | ------ |
| USM Alger            | 4e - 4   | Horoya AC                  | 2 - 1 | 2 - 3  |
| Al Ahly Wad Madani   | 2 - 0    | Ethiopian Insurance FC     | 1 - 0 | 1 - 0  |
| Canon Yaoundé        | 2 - 0    | APR FC                     | 2 - 0 | 0 - 0  |
| Mumias Sugar         | 1 - 2    | Clube Ferroviário da Beira | 1 - 1 | 0 - 1  |
| Zamalek SC           | -        | Elite FC forfait           | -     | -      |
| US Stade Tamponnaise | 6 - 1    | ASF Fianarantsoa           | 5 - 1 | 1 - 0  |
| Great Olympics       | 3 - 4    | EF Ouagadougou             | 3 - 2 | 0 - 2  |
| AS Vita Club         | 8 - 0    | Deportivo Mongomo          | 7 - 0 | 1 - 0  |
| Wydad AC             | 3 - 1    | Al Ahly Benghazi           | 1 - 1 | 2 - 0  |
| ASC Diaraf           | 4 - 0    | Man FC                     | 1 - 0 | 3 - 0  |
| Kwara United FC      | 4 - 0    | Young Africans FC          | 1 - 0 | 3 - 0  |
| Saneamento Rangol    | 4 - 2    | Police XI                  | 3 - 2 | 1 - 0  |
| ES Sahel             | 5 - 0    | Centre Salif Keita         | 3 - 0 | 2 - 0  |
| Medlaw Megbi         | 1 - 6    | Express Red Eagles         | 1 - 0 | 0 - 6  |
| Nkana FC             | 8 - 3    | Royal Leopards             | 2 - 2 | 6 - 1  |
| CS sfaxien (T)       | -        | Energie Sport forfait      | -     | -      |

## Huitièmes de finale
| Équipe 1                   | Résultat | Équipe 2        | Aller | Retour |
| -------------------------- | -------- | --------------- | ----- | ------ |
| CS sfaxien (T)             | 4 - 1    | Nkana FC        | 4 - 0 | 0 - 1  |
| Al Ahly Wad Madani         | 0 - 7    | USM Alger       | 0 - 2 | 0 - 5  |
| Clube Ferroviário da Beira | 0 - 1    | Canon Yaoundé   | 0 - 0 | 0 - 3  |
| US Stade Tamponnaise       | 0 - 3    | Zamalek SC      | 0 - 0 | 0 - 3  |
| AS Vita Club               | 2 - 3    | EF Ouagadougou  | 1 - 1 | 1 - 2  |
| ASC Diaraf                 | 2 - 3    | Wydad AC        | 1 - 1 | 1 - 2  |
| forfait Saneamento Rangol  | 1 - 1    | Kwara United FC | 1 - 1 | -      |
| Express Red Eagles         | 2 - 4    | ES Sahel        | 2 - 2 | 0 - 2  |

## Quarts de finale
| Équipe 1       | Résultat | Équipe 2        | Aller | Retour |
| -------------- | -------- | --------------- | ----- | ------ |
| ES Sahel       | 5 - 4    | CS sfaxien (T)  | 3 - 3 | 2 - 1  |
| EF Ouagadougou | 1 - 2    | Canon Yaoundé   | 1 - 1 | 0 - 1  |
| Wydad AC       | 2 - 2    | USM Alger       | 1 - 0 | 1 - 2  |
| Zamalek SC     | 5 - 2    | Kwara United FC | 4 - 0 | 1 - 2  |

## Demi-finales
| Équipe 1   | Résultat      | Équipe 2      | Aller | Retour |
| ---------- | ------------- | ------------- | ----- | ------ |
| Zamalek SC | 3 - 3e        | ES Sahel      | 3 - 1 | 0 - 2  |
| Wydad AC   | 2 - 2 6-5 tab | Canon Yaoundé | 1 - 1 | 1 - 1  |

## Finale
| Équipe 1 | Résultat | Équipe 2 | Aller | Retour |
| -------- | -------- | -------- | ----- | ------ |
| ES Sahel | 2e - 2   | Wydad AC | 1- 0  | 1- 2   |

## Vainqueur
| Coupe de la CAF Vainqueur 1999 |
| ------------------------------ |
| ES Sahel Deuxième titre        |